# Драговић (презиме)
Драговић је босанско, хрватско, црногорско и српско патронимско презиме, што значи " Драгин син". Познати људи са овим презименом су:
- Александар Драговић (1991), аустријски фудбалер
- Владимир Драговић (1967), српски научник
- Дорис Драговић (1961), хрватска поп певачица
- Никола Драговић (1987), српски кошаркаш